# E. C. Was Here
E.C. Was Here ist ein Livealbum von Eric Clapton, das im August 1975 unter dem Label RSO Records erschien. Die Livemitschnitte wurden bei den Konzerten am 19. und 20. Juli 1974 in der Long Beach Arena, am 4. Dezember 1974 im Hammersmith Odeon und am 25. Juni 1975 im Providence Civic Center aufgenommen. 1990 wurde das Album ebenfalls auf CD veröffentlicht.

## Titelliste
Seite 1
1. Have You Ever Loved a Woman (Billy Myles)
2. Presence of the Lord (Eric Clapton)
3. Driftin’ Blues (Johnny Moore, Charles Brown, Eddie Williams)

Seite 2
1. Can’t Find My Way Home (Steve Winwood)
2. Ramblin’ on My Mind (Robert Johnson)
3. Further on Up the Road (Joe Medwick, Don Robey)

## Rezeption und Auszeichnungen
Die Musikwebsite Allmusic bewertete das Album mit drei von fünf möglichen Sternen. Kritiker Matthew Greenwald fand, dass es ein exzellentes Dokument dieser Periode sei, obwohl es zur Zeit seiner Veröffentlichung untergegangen war. Das Album erreichte Platz 34 in den deutschen Albumcharts und blieb 34 Wochen in den Charts. Im Vereinigten Königreich belegte es Rang 14 und in den amerikanischen Albumcharts Platz 20.

## Auszeichnungen für Musikverkäufe
| Land/Region                  | Auszeichnungen für Musikverkäufe (Land/Region, Auszeichnung, Verkäufe) | Verkäufe |
| ---------------------------- | ---------------------------------------------------------------------- | -------- |
| Vereinigtes Königreich (BPI) | Silber                                                                 | 60.000   |
| Insgesamt                    | 1× Silber ·                                                            | 60.000   |

Hauptartikel: Eric Clapton/Auszeichnungen für Musikverkäufe